# Kuhana sol
Kuhana sol je po načinu dobivanja jedna od triju vrsta kuhinjske soli, uz kamenu i morsku sol.
Postanjem je morska sol iz velikih povijesnih oceana i mora koja su se povukla ili isušila i tad se na tim mjestima nataložila sol. Do nalazišta ove soli dolazi se bušenjem i polaganjem cijevi, kao za naftu. U cijevi se pušta vodu koja topi sol. Salamura se izdiže na površinu, dok na dno padaju ostatci koji se ne otapaju. Potom se crpi salamuru, a kuhanjem isparava vodu pa na kraju ostaje samo sol. Poznata mjesta vađenja ove vrste soli su rudnik soli u BiH u Tuzli, koji je ostatak Panonskog mora i u Ebenseeu u Austriji.